# Суани (окръг, Флорида)
Окръг Суани (на английски: Suwannee County) е окръг в щата Флорида, Съединени американски щати. Площта му е 1792 km², а населението - 34 844 души (2000). Административен център е град Лайв Оук.
Окръг Суани е създаден през 1858 година. Той е кръстен на река Суани, която формира северната, западната, и голяма част от южната му граница. Думата „Суани“ може да бъде разглеждана като взета и видоизменена или от испанската Сан Хуан („Свети Йоан“), или от Чуроки сауани („ехо река“).